# Selmas saga
Selmas saga var Sveriges Televisions julkalender 2016. Julkalendern skrevs av Per Simonsson och Stefan Roos, vilka tidigare har skrivit julkalendern Tjuvarnas jul från 2011. Den stickade mössa som huvudkaraktären, Selma Traskvist, bar i serien ledde till en tillfällig uppgång för stickningen.
Serien såldes senare bland annat till Frankrike, Nederländerna, Ryssland och Tjeckien, och visades även på SVT dubbad till nordsamiska, meänkieli och romani chib.

## Handling

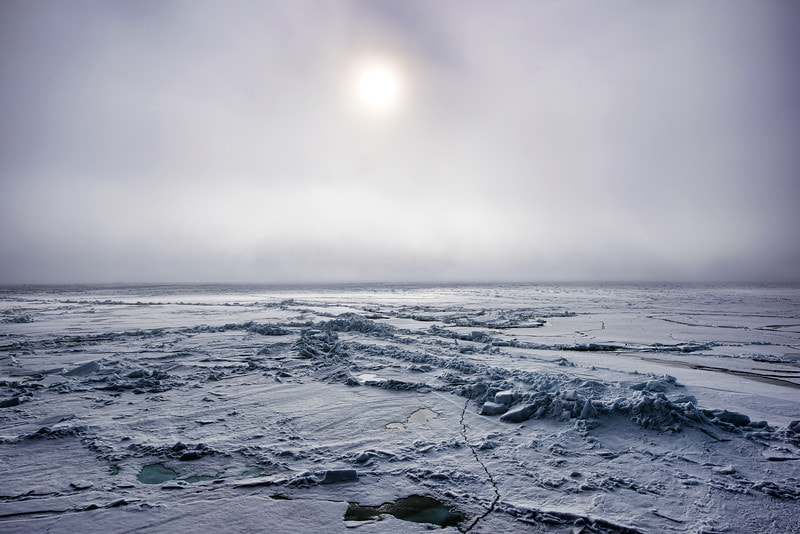
Arktis, där jultomten enligt berättelsen antas finnas.

Berättelsen är influerad av ångpunken och utspelar sig under de "Stora äventyrens tid", en påhittad tidsepok baserat på sent 1800-tal då ångfartyg korsar världshaven och luftballonger skickas mot Arktis samt då de sista regnskogarna kartläggs. 8-åriga Selma Traskvists fattiga familj riskerar att bli vräkt från sitt hem. 
Selma stöter på forskaren Efraim von Trippelhatt, som är övertygad om jultomtens existens och som arbetar med att bygga ett luftskepp, som kallas Valborg, för att göra en expedition till jultomtens rike för att bevisa att tomten finns.
Selma får veta av Efraim att det sägs att tomten kan uppfylla ens innersta önskan, och det enda Selma önskar sig är att hennes familj ska få bo kvar. Selma och Efraim ger sig ut på ett storslaget äventyr för att hitta jultomten.

## Rollista
- Ester Vuori − Selma
- Johan Ulveson − Efraim von Trippelhatt
- Sofia Bach − Nordenstierne
- Pierre Tafvelin − fabrikören Theodor Julius Hermelin
- Mikael Riesebeck − pappa Traskvist
- Lotta Östlin − mamma Traskvist
- Björn Gustafson − morfar Otto
- Vilda Carleblank − Selmas lillasyster Signe
- Leo Hellenius − Rupert
- Viktor Friberg − antikhandlare
- Stefan Roos − Kettil Felterus (baserad på Kjettil Classon Felterus)
- Shima Niavarani − tomtevettingen
- Marienette Dahlin − husvärdinnan
- Lisette Pagler − journalisten
- Ing-Marie Carlsson − Valborg (Grevinnan af Gruus)
- Nicke Wagemyr − Greven af Gruus
- Meg Westergren − Alamandha
- Nils Eklund − Grimundius
- Carl Carlswärd − herr Stubbgrå

## Produktion
Inspelningen skedde under vintern och våren 2016 i Årsta slott, Skansen, Haga slott och på Independent Studios i Stockholm, medan alla utomhusscener spelades in i Sälen.

## Datorspel
I samband med julkalendern utvecklade Sveriges Television ett mobilspel med samma namn som bygger på serien.